# Traxanellus bifus
Traxanellus bifus är en insektsart som beskrevs av Caldwell 1945. Traxanellus bifus ingår i släktet Traxanellus och familjen sköldstritar. Inga underarter finns listade i Catalogue of Life.